# Промислова агломерація
Промисло́ва агломера́ція — територіальне зосередження підприємств різних галузей промисловості у формі галузевих і багатогалузевих промислових центрів, промислових вузлів на порівняно невеликій території. Промислову агломерацію розглядають як підсистему загальної національно-господарської системи розміщення виробництва і єдиної системи розселення. Промислова агломерація є результатом дії закону територіальної концентрації виробництва, виникає в процесі індустріалізації, коли промисловість виступає фундаментом поліфункціональної основи найбільших і великих міст, що формують ядро агломерації. Внаслідок концентрації виробництва виникає агломераційний ефект переважно за рахунок ближніх виробничих зв'язків, які сприяють територіально-виробничій єдності виробництв і галузей, а в результаті — і населених пунктів, що групуються навколо основного центра — ядра агломерації. Характерними рисами формування промислової агломерації є: високий рівень територіальної концентрації виробництва, насамперед промисловості, інфраструктурних об'єктів, наукових і навчальних закладів, населення; тісний виробничо-функціональний зв'язок виробництв і поселень, що входять до складу агломерації.

## Деякі промислові агломерації Україні
- Криворізька агломерація
- Кременчуцька агломерація
- Запорізька агломерація
- Лисичансько-Сєвєродонецька агломерація
- Алчевсько-Кадіївська агломерація
- Горлівсько-Єнакіївська агломерація
- Покровська агломерація
- Шахтарська агломерація
- Нікопольська агломерація
- Павлоградська агломерація